# Icafalău
Icafalău (węg. Ikafalva) – wieś w Rumunii, w okręgu Covasna, w gminie Cernat. W 2011 roku liczyła 279 mieszkańców.